# Креспи, Луиджи
Луиджи Креспи (итал. Luigi Crespi; 23 января 1708, Болонья — 2 июля 1779, Болонья) — итальянский живописец, рисовальщик и гравёр в технике офорта академического направления, а также историк искусства, коллекционер и торговец произведениями искусства.

## Жизнь и творчество
Луиджи Креспи был вторым сыном болонского живописца Джузеппе Мария Креспи. Учился рисунку и живописи под руководством отца в его мастерской. Поэтому его работы часто путают с произведениями отца. Позднее, в 1752—1753 годах, он посетил Венецию, Триест, Вену и Дрезден и выработал свой собственный, более индивидуальный стиль.
Креспи — автор ряда алтарных картин для итальянских церквей, в том числе для церквей Сан-Сиджизмондо в Болонье, церкви Сан-Бартоломео-делла-Буона-Морте в Финале-Эмилии, приходской церкви в Бастилье (провинция Модена). Для сантуария Вальдибрана в Пистое он написал алтарь «Мадонна дель Розарио» (Madonna del Rosario).
В 1748 году Креспи был назначен каноником церкви Санта-Мария-Маджоре в Болонье. Два года спустя он стал помощником кардинала Ламбертини, впоследствии папы Бенедикта XIV. В 1751—1753 годах он отправился в Дрезден. По возвращении в Болонью он работал над переизданием и редактированием «Биографий болонских художников» Карло Чезаре Мальвазиa, опубликованных в 1677—1678 годах под названием «Фельсина-художница: Жизнеописания болонских живописцев» (Lа Felsina Pittrice: Vite e ritratti de’ pittori Bolognesi).
В 1760-х годах Луиджи Креспи работал в жанре портретной живописи в неоклассическом стиле. Он накопил ряд почестей и назначений, включая назначение в 1770 году ассистентом профессора Академии изящных искусств Флоренции; почетным академиком Академии Пармы (1774) и Венеции (1776).

## Галерея

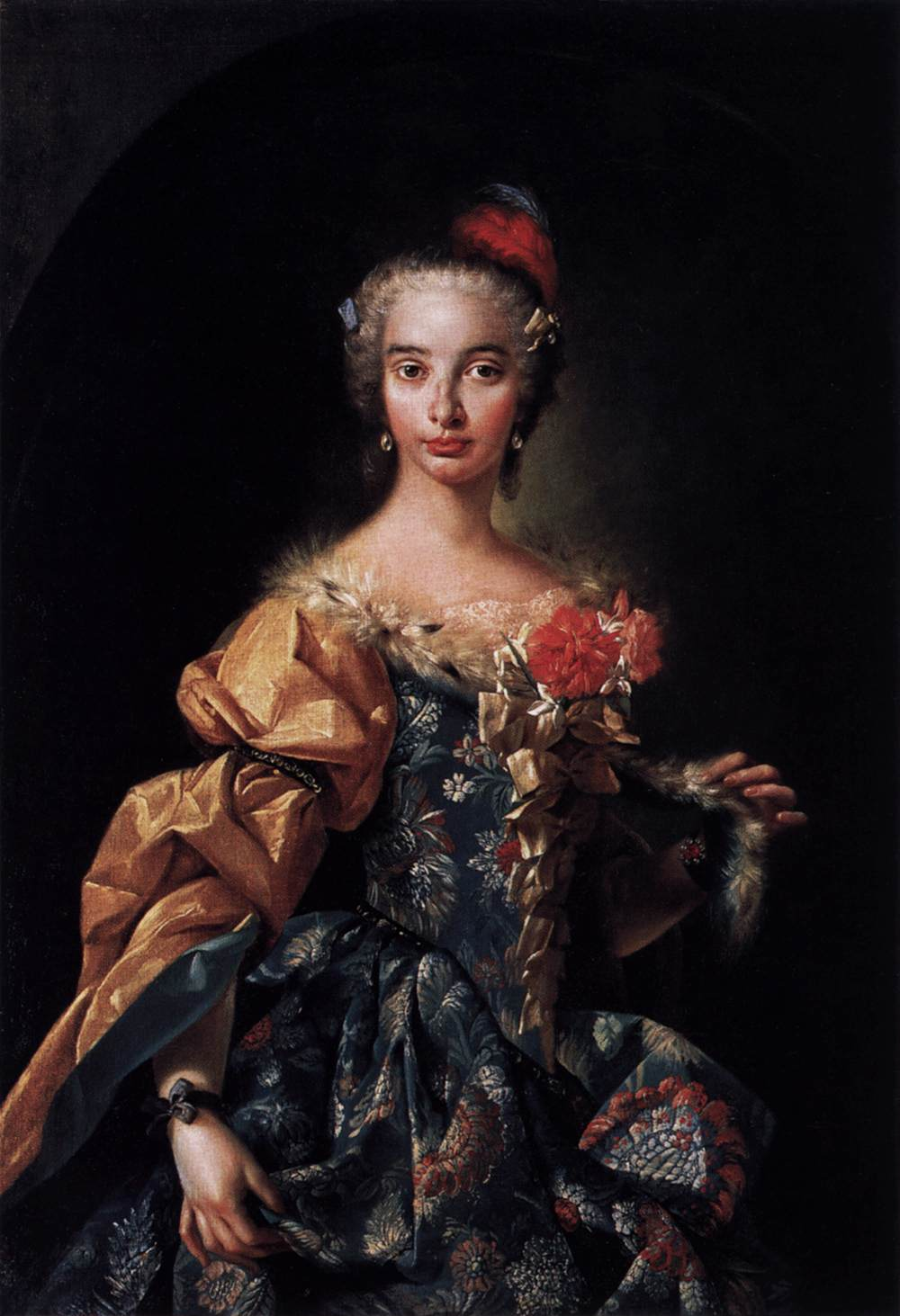
Портрет Элизабет Челлези. 1732. Холст, масло. Берлинская картинная галерея
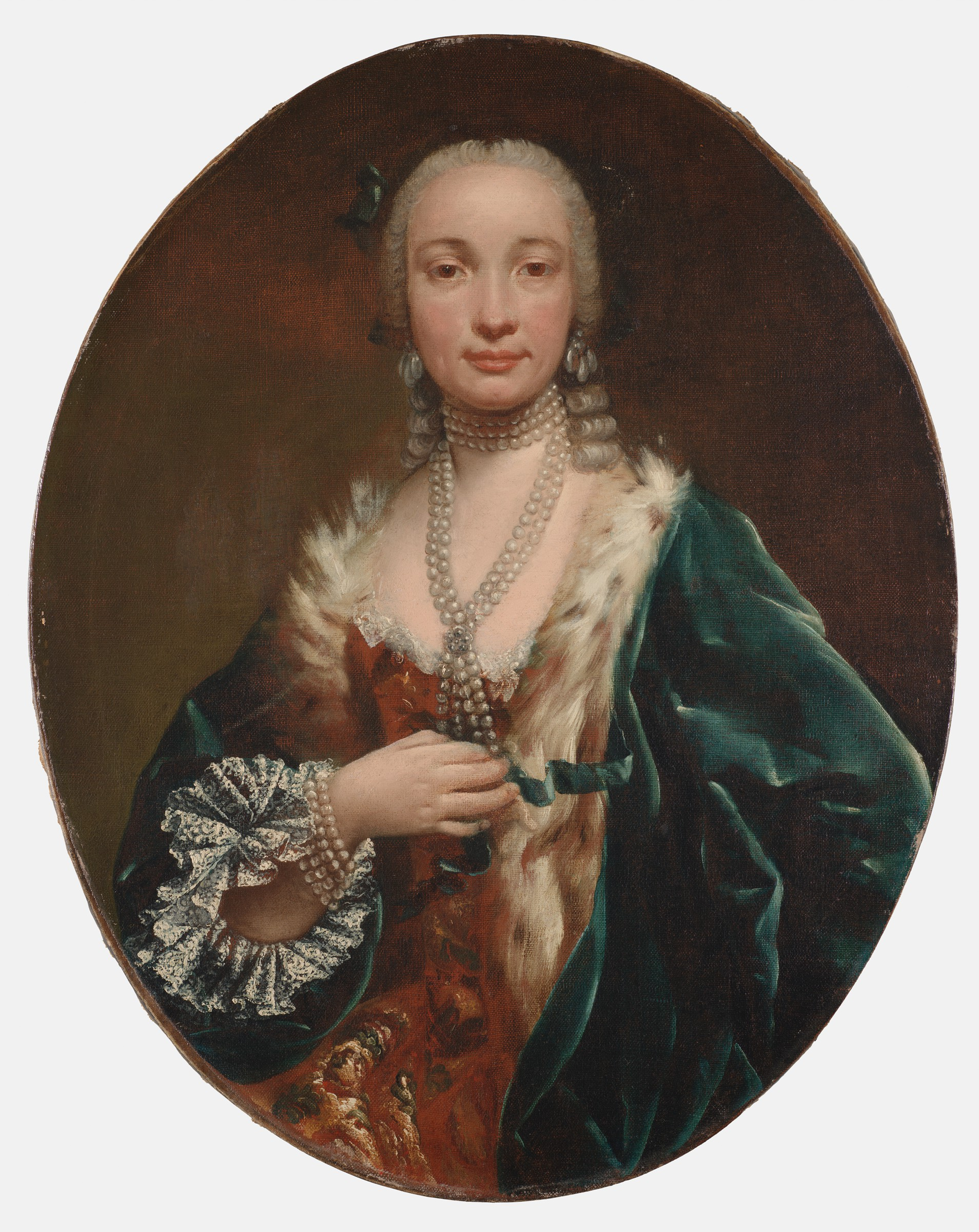
Портрет неизвестной. Холст, масло. Художественный музей Фогга, Кембридж, Массачусетс, США
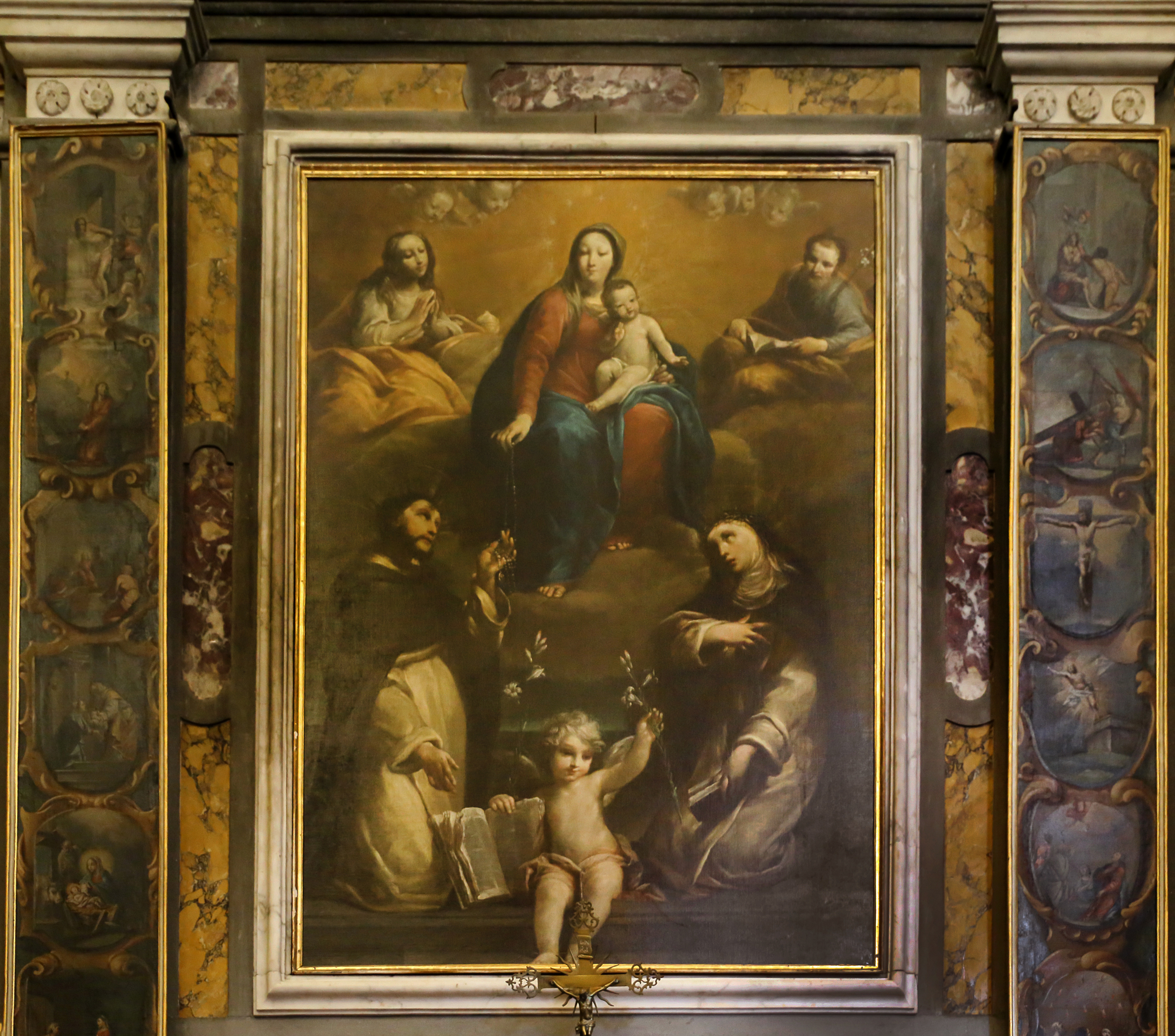
Мадонна дель Розарио со святыми Домиником, Екатериной Сиенской, Магдалиной и Иосифом. 1732. Сантуарий Вальдибрана, Пистоя
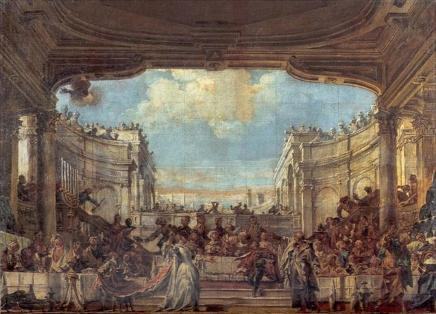
Пир Валтасара. Музей изящных искусств, Брест, Франция
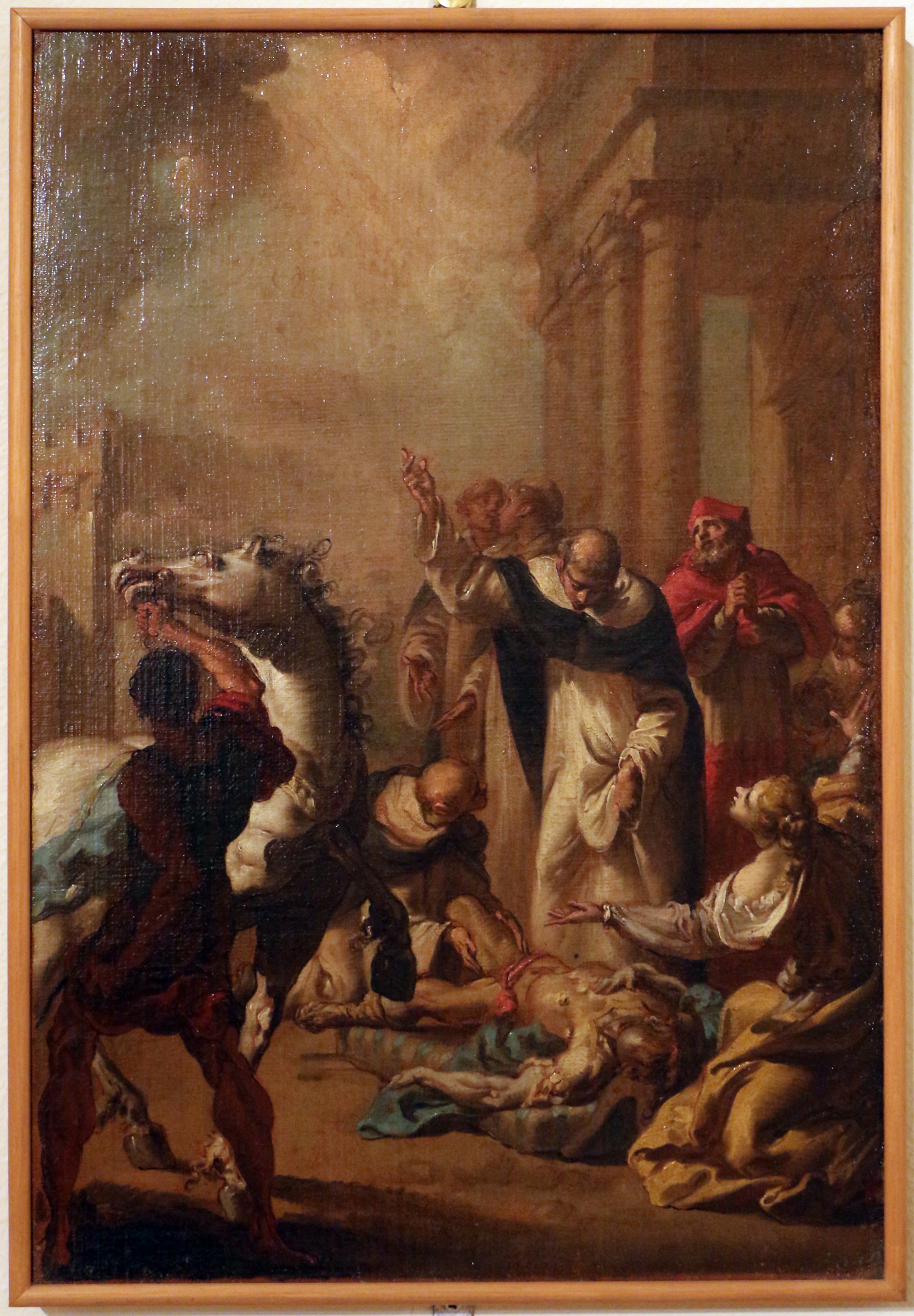
Чудо Святого Франциска Ксаверия. Палаццо Диаманти, Феррара
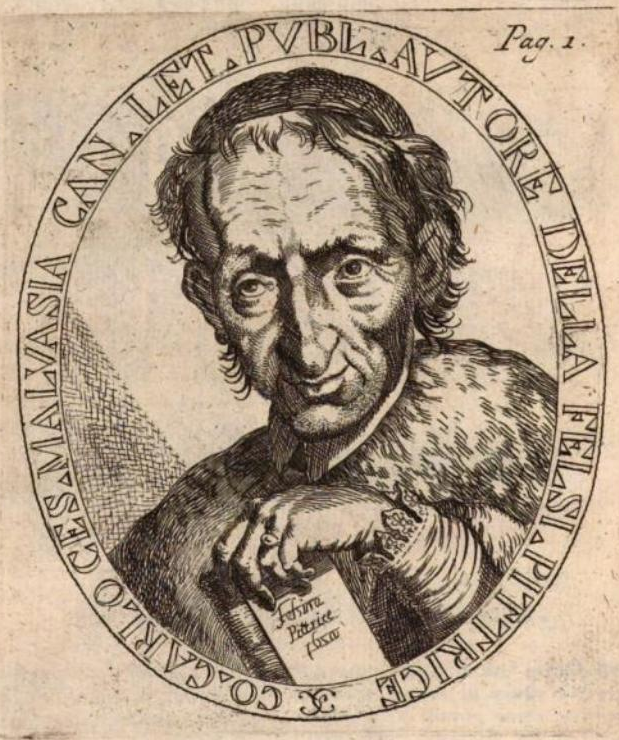
Портрет Карло Чезаре Мальвазиa. 1769. Офорт
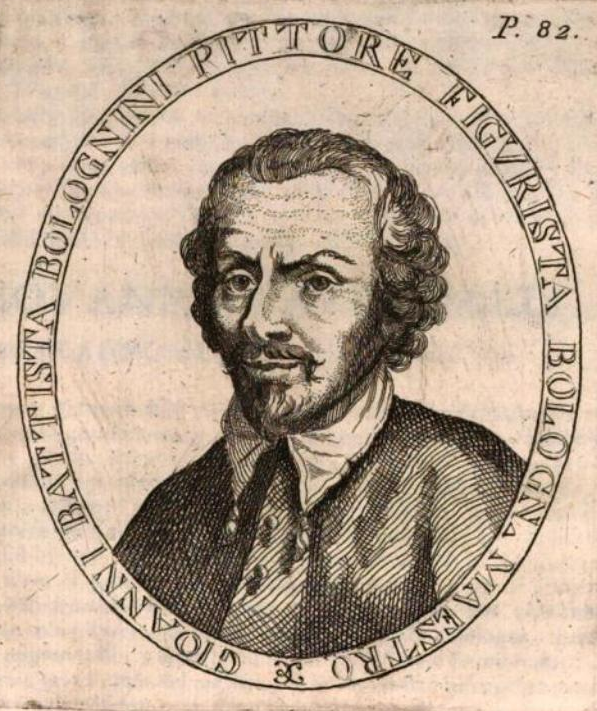
Портрет Джован Баттиста Болоньини. 1769. Офорт